# Herramélluri
Herramélluri ist ein Ort und eine Gemeinde (municipio) am Mittellauf des Río Tirón in der spanischen Region La Rioja mit 110 Einwohnern (Stand: 2024).

## Lage
Herramélluri liegt im äußersten Westen der Provinz La Rioja in einer Höhe von etwa 570 Meter ü. d. M. Knapp 56 Fahrtkilometer trennen den Ort von Logroño; die nächstgrößeren Städte sind Haro (18 Kilometer nordöstlich) und Miranda de Ebro (ca. 27 Kilometer nördlich). Der am Jakobsweg gelegene Hauptort der Comarca, Santo Domingo de la Calzada, befindet sich nur etwa 10,5 Kilometer südöstlich.

## Bevölkerungsentwicklung
| Jahr      | 1960 | 1970 | 1981 | 1991 | 2001 | 2010 |
| Einwohner | 479  | 339  | 213  | 193  | 147  | 89   |

In der 2. Hälfte des 19. und der ersten Hälfte des 20. Jahrhunderts hatte der Ort stets zwischen 450 und 600 Einwohner. Infolge der Mechanisierung der Landwirtschaft und des daraus resultierenden geringeren Arbeitskräftebedarfs ist die Zahl der Einwohner seit der Mitte des 20. Jahrhunderts deutlich zurückgegangen.

## Wirtschaft
An erster Stelle im Wirtschaftsleben der Gemeinde steht traditionell die Landwirtschaft und hier vor allem der Weinbau – Herramélluri gehört zum Anbaugebiet der Rioja Alta. Daneben werden auch Weizen, Gerste, Kartoffeln sowie Gemüse kultiviert.

## Geschichte
Die Geschichte des Ortes beginnt möglicherweise mit einer Ansiedlung mit Namen Oliva des keltischen Stammes der Beronen, die – aus Mitteleuropa kommend – sich hier um 250 v. Chr. niederließen. Im Ortsnamen des benachbarten Ortes Leiva scheint dieser Ursprung noch erhalten zu sein.
Autrigonen und Beronen werden als Gegenspieler der römischen Invasoren unter der Führung des abtrünnigen Feldherrn Quintus Sertorius in den 70er Jahren des 1. Jahrhunderts v. Chr. genannt. Die Namen beider Stämme tauchen nach dem Sieg eines von Sulla entsandten Heeres im Jahre 72 v. Chr. in der antiken Geschichtsschreibung nicht mehr auf. Die Römer bauten die alte Siedlung auf dem Cerro del Piquillo unter dem neuen Namen Libia aus; von dieser Römerstadt sind jedoch nur Fundamentreste und Amphorenscherben erhalten. Im Jahr 1905 wurde eine nur etwa 20 Zentimeter große, aber etwa zwei Kilogramm schwere  Venusstatuette aus Bronze (Venus von Herramélluri) in den Ruinen entdeckt.
Die erste urkundliche Erwähnung des Ortes datiert aus dem Jahr 1080 im Rahmen einer Schenkung an das Kloster San Millán de la Cogolla. Eine weitere Nennung (Erra Melluri) stammt aus dem Jahr 1101. Im 16. Jahrhundert trug der Ort den Beinamen de los Condes – eine entsprechende Grafenburg existiert heute nicht mehr.

## Sehenswürdigkeiten

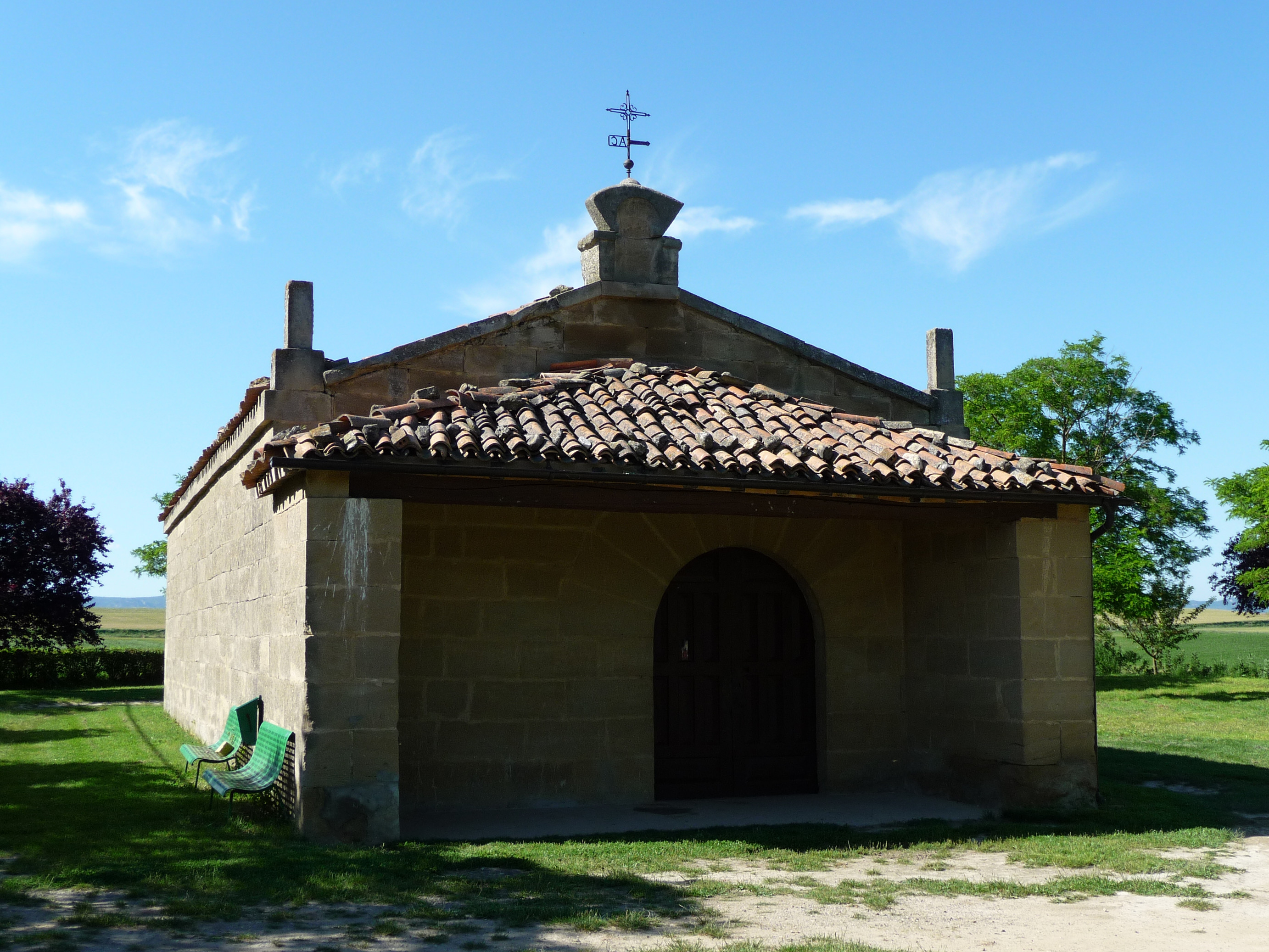
Ermita de San Isidro

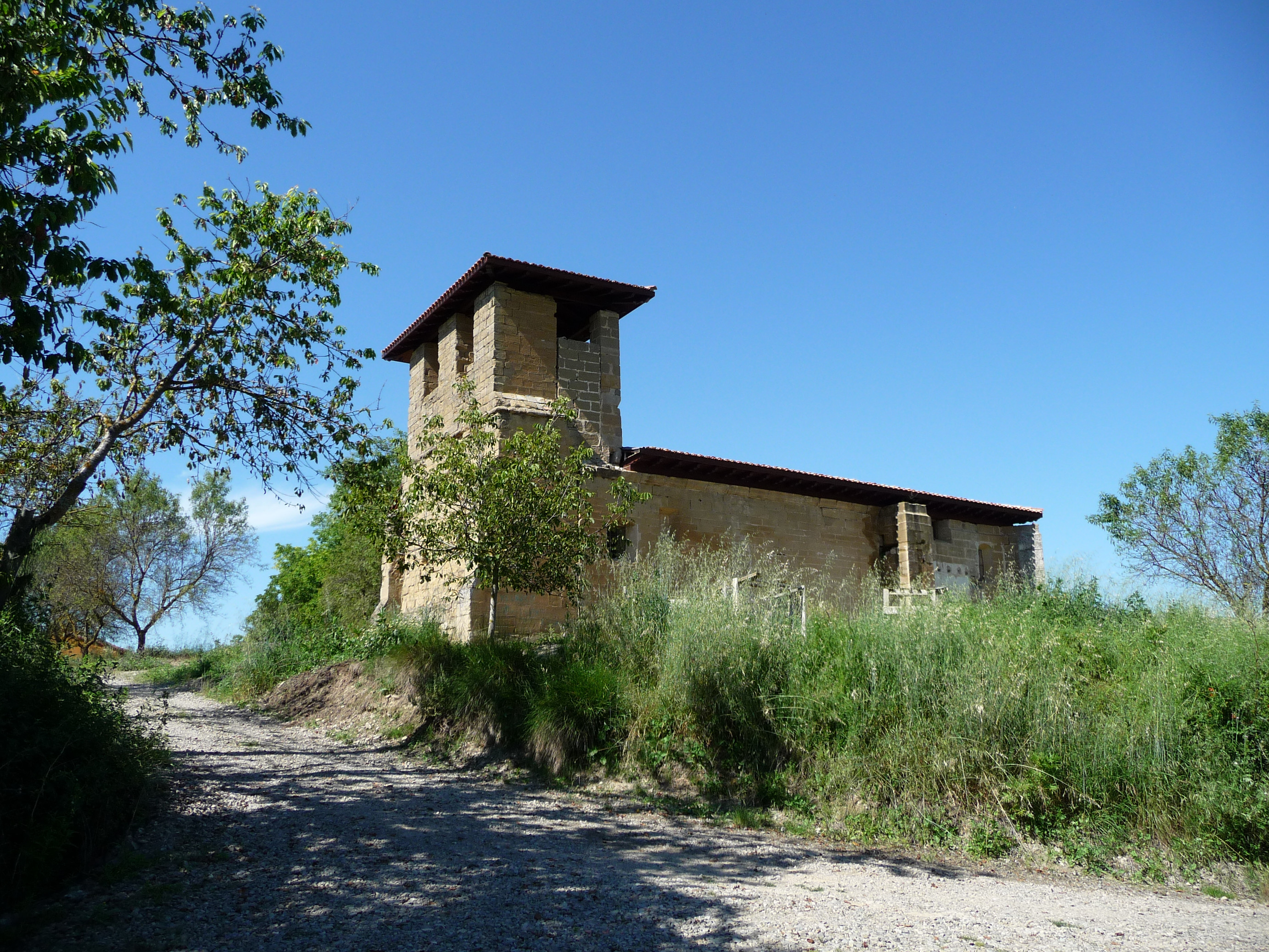
Velasco: Kirche La Natividad

- Die Pfarrkirche San Esteban ist dem Erzmärtyrer Stephanus geweiht. Sie ist zur Gänze aus Haustein errichtet und stammt aus dem 16. Jahrhundert. Das Glockengeschoss des Turmes und die – in vielen Kirchenbauten im Norden und in der Mitte Spaniens anzutreffende Südvorhalle (portico) – mit ihren abgerundeten Ecken könnten in der Barockzeit hinzugefügt worden sein. Das Innere der Kirche beherbergt zwei römische Alabastersäulen, die als Untersetzer für ein Weihwasserbecken sowie für ein Waschbecken in der Sakristei wiederverwendet wurden.
- Auch im Innenhof des Casa Grande genannten Gebäudes finden sich wiederverwendete römische Säulen (Spolien).
- Das heutige Rathaus ist ein ansehnlicher Bau aus dem 18. Jahrhundert mit einem auf Steinpfeilern ruhenden überdachten Arkadengang im Erdgeschoss.
- Eine Einsiedlerkapelle (Ermita de San Isidro) befindet sich etwa einen Kilometer außerhalb des Ortes.
- Eine im 18. Jahrhundert erbaute dreibogige Steinbrücke überquert de Río Tirón.

Velasco
- Die kleine Kirche La Natividad im mittlerweile nur noch fünf Einwohner zählenden Weiler Velasco macht einen wehrhaften Eindruck.